# Třebonice
Třebonice (německy Trebonitz) jsou městská čtvrť a katastrální území hlavního města Prahy v nejzápadnější části obvodu Praha 5. Ves Třebonice je doložená od 13. století, k Praze byla připojena v roce 1974. Do katastrálního území Třebonic patří i významné obchodní, průmyslové a dopravní centrum kolem stanice metra Zličín.

## Části Třebonic
Jádro Třebonic, původní vesnice, patří k městské části Praha 13. K ní patří také dnes již osamělý kostelík zaniklé vsi s názvem Krteň a nedaleká osada Chaby s přilehlými obchodními centry IKEA, TESCO a Avion Shopping Park. Tato obchodní oblast je obvykle veřejností a v marketingových materiálech vnímaná jako součást Zličína, ačkoliv nepatří ani do katastrálního území Zličín, ani do území městské části Praha-Zličín. Od roku 2008 je budována na území Stodůlek i Třebonic západně od Jeremiášovy ulice, tedy západně od stanice metra Stodůlky, směrem k Chabům, Krtni a obchodnímu centru Zličín v Třebonicích, nová čtvrť Západní Město.
Oblast betonárky SSŽ v jižní části Třebonic patří do městské části Praha-Řeporyje (správní obvod Praha 13) (sousedící objekt Skanska je již na katastrálním území Řeporyje).
Část Třebonic severně od Rozvadovské spojky patří do městské části Praha-Zličín (správní obvod Praha 17) a Praha 13. V této části Třebonic se nachází stanice metra Zličín, Depo metra Zličín (kolejové větvení před halou ale opravdu patří do k. ú. Zličín), obchodní centra Metropole Zličín a Globus Zličín, Zličín Bussines Park, západní polovina objektu Siemens Kolejová vozidla a několik uliček s domky (U Zličína a Do Zahrádek).

## Původ názvu
Patrně původ místního jména obdobný jako u názvu města Třeboň: „Třebonice“ = „ves lidí Třebonových“ od osobního jména „Třebon“. Etymologové předpokládají širokou rodinu osobních jmen začínající na Třeb- : „Třeboch“ (pro Třebechovice), „Třebek“ či „Třebec“ (od „Třebohost“ či „Třebobud“) pro Třebíč, „Třebid“ pro Třebíz, a „Třebon“ pro Třeboň. Existují však i výklady vycházející ze slovesa „tříbit“ - „kácet, mýtit, čistit les“.

## Historie
Třebonice se rozkládají 2 km severozápadně od Řeporyjí podél Dalejského potoka. První písemná památka je z roku 1279. Byly zde vykopány předměty kultury únětické z doby bronzové.
V roce 1900 měly Třebonice 394 obyvatel a patřily do smíchovského okresu. V roce 1974, při připojení k Praze, měly Třebonice 109 domů a 58 dalších evidovaných staveb.

## Pamětihodnosti
Na návsi v Třebonicích je novogotická kaple z roku 1886. Kaple je osmiboká stavba se slepými okny, zakončená čtyřbokou věžičkou pro zvon. Ve vsi je také památník padlým v 1. světové válce, postavený v letech 1924–1925. Druhým kostelem na katastrálním území je kostel sv. Jana a Pavla v zaniklé vsi Krteň.

## Doprava
Do Třebonic jezdí autobusová linka 174, která spojuje vesnici s linkou linkou B metra ve stanici Luka a linkou A (Nemocnice Motol).

## Galerie

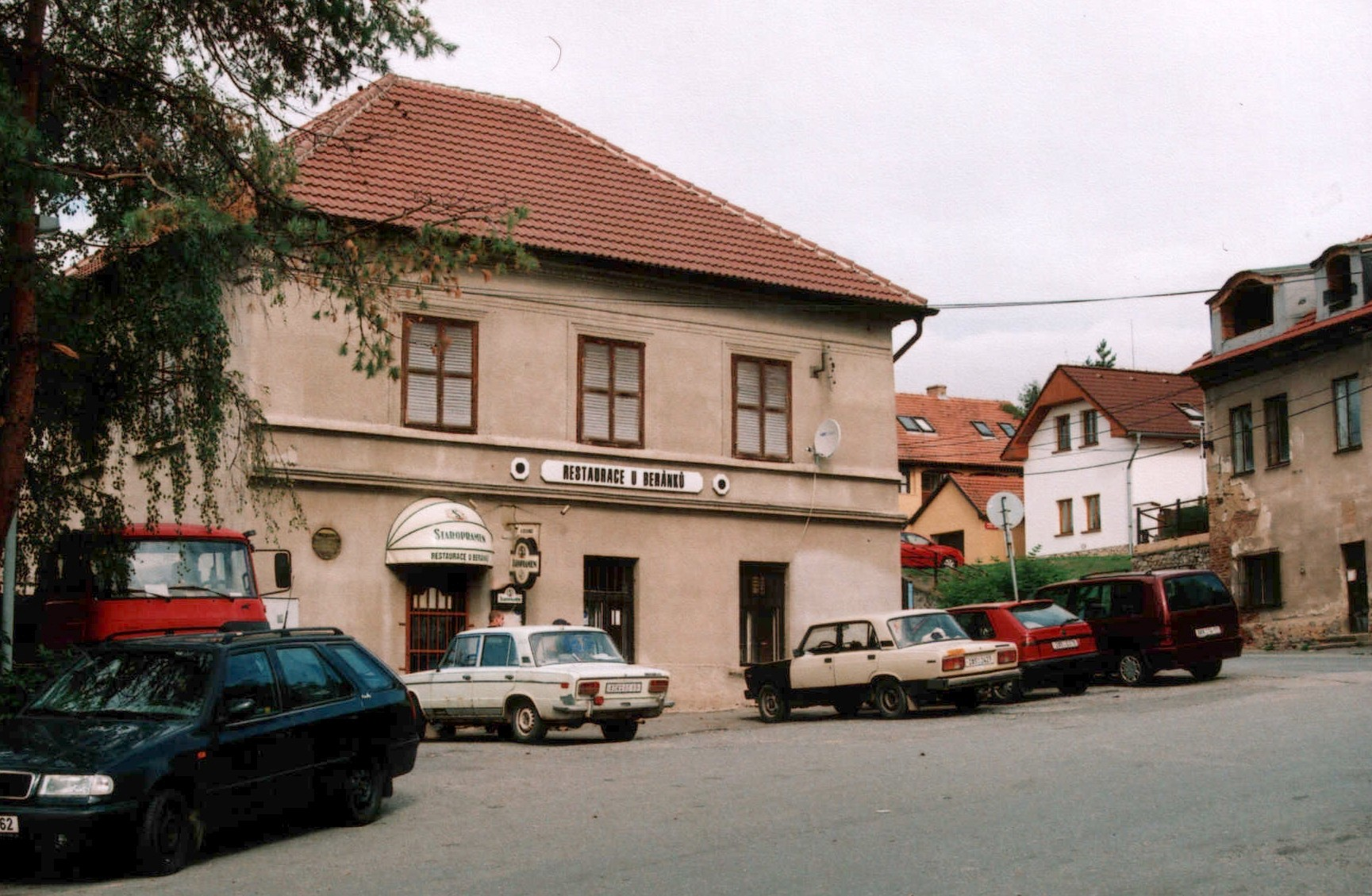
Centrum Třebonic
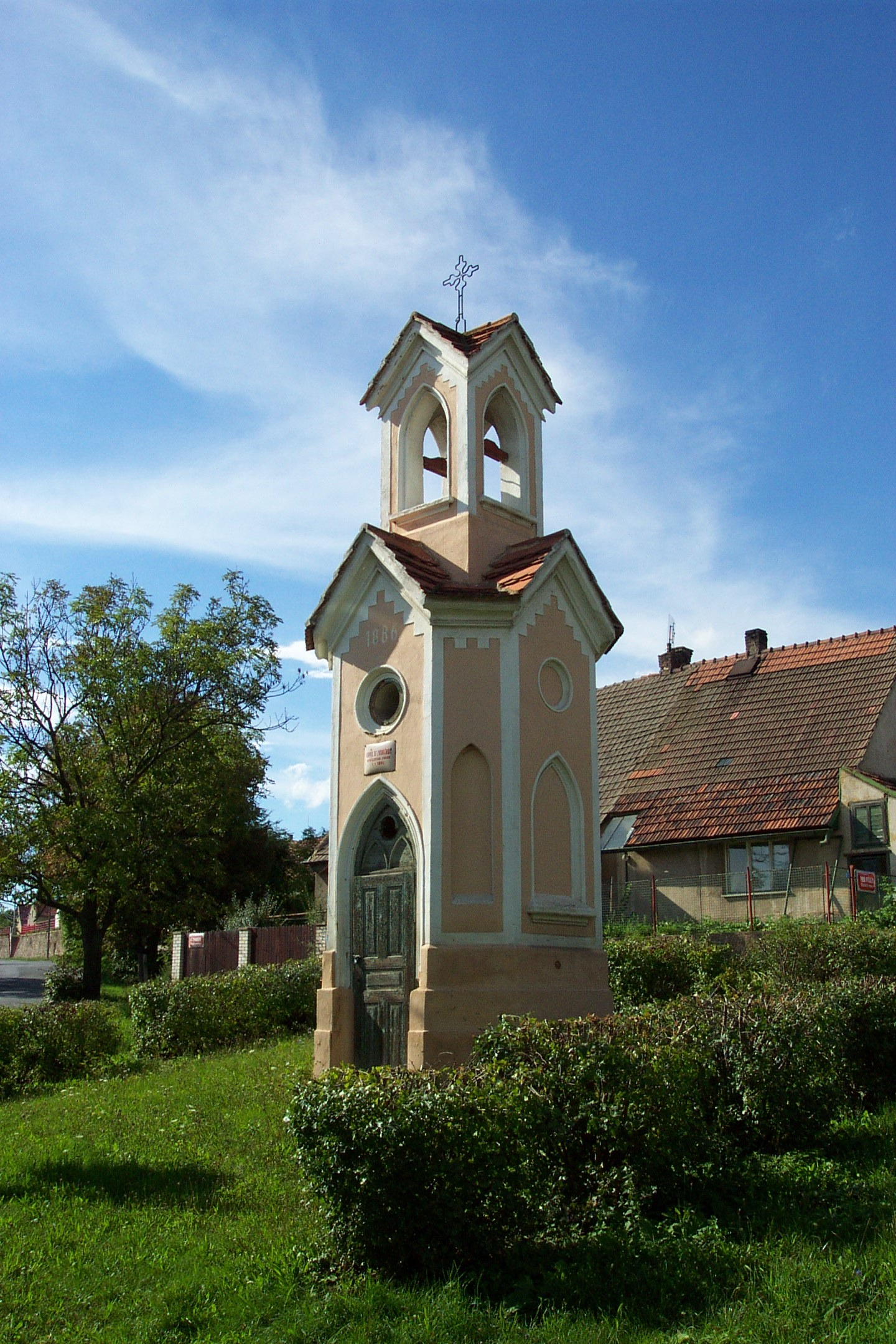
Novogotická kaplička v obci z roku 1886
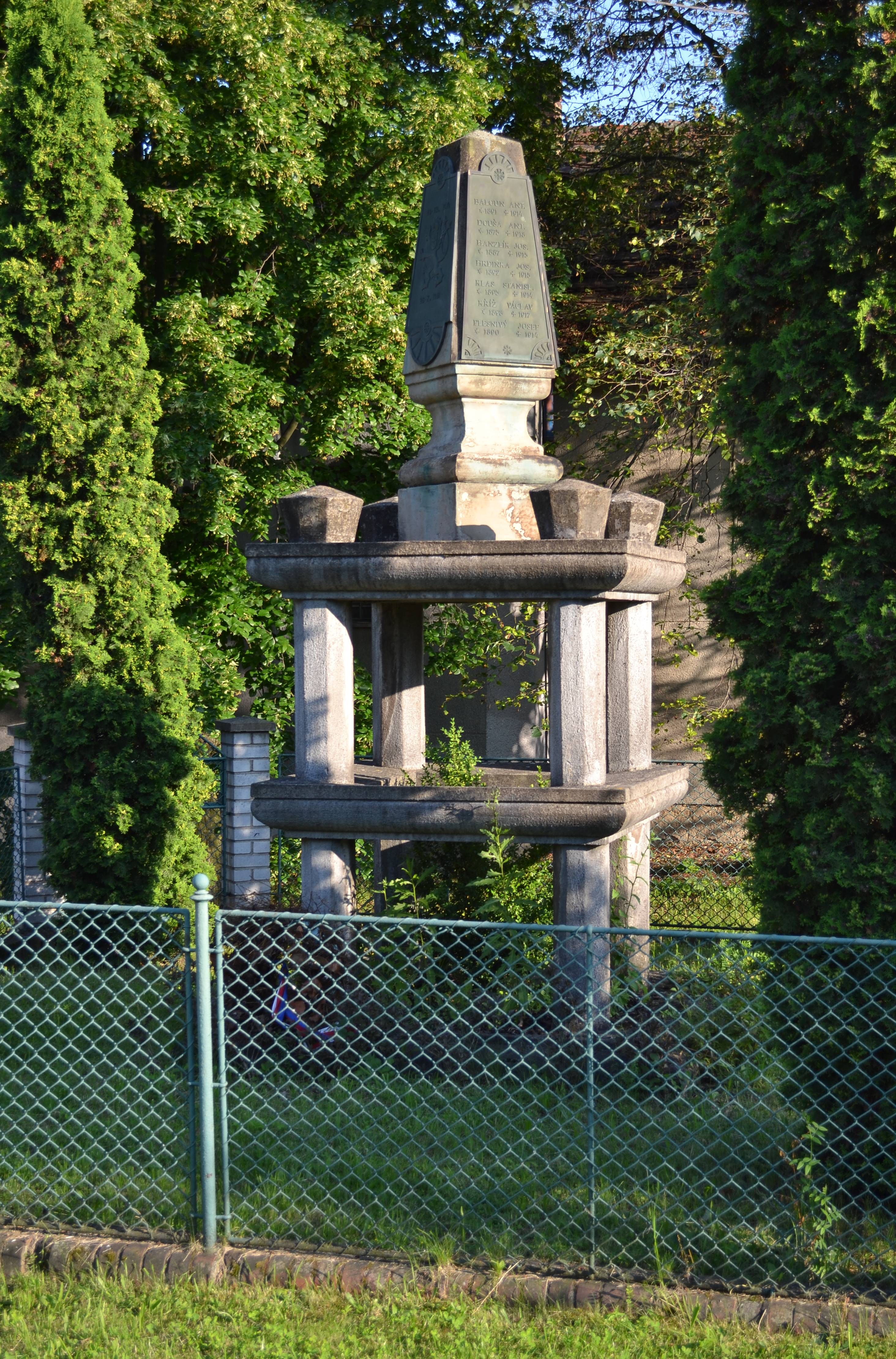
Pomník obětem 1. světové války
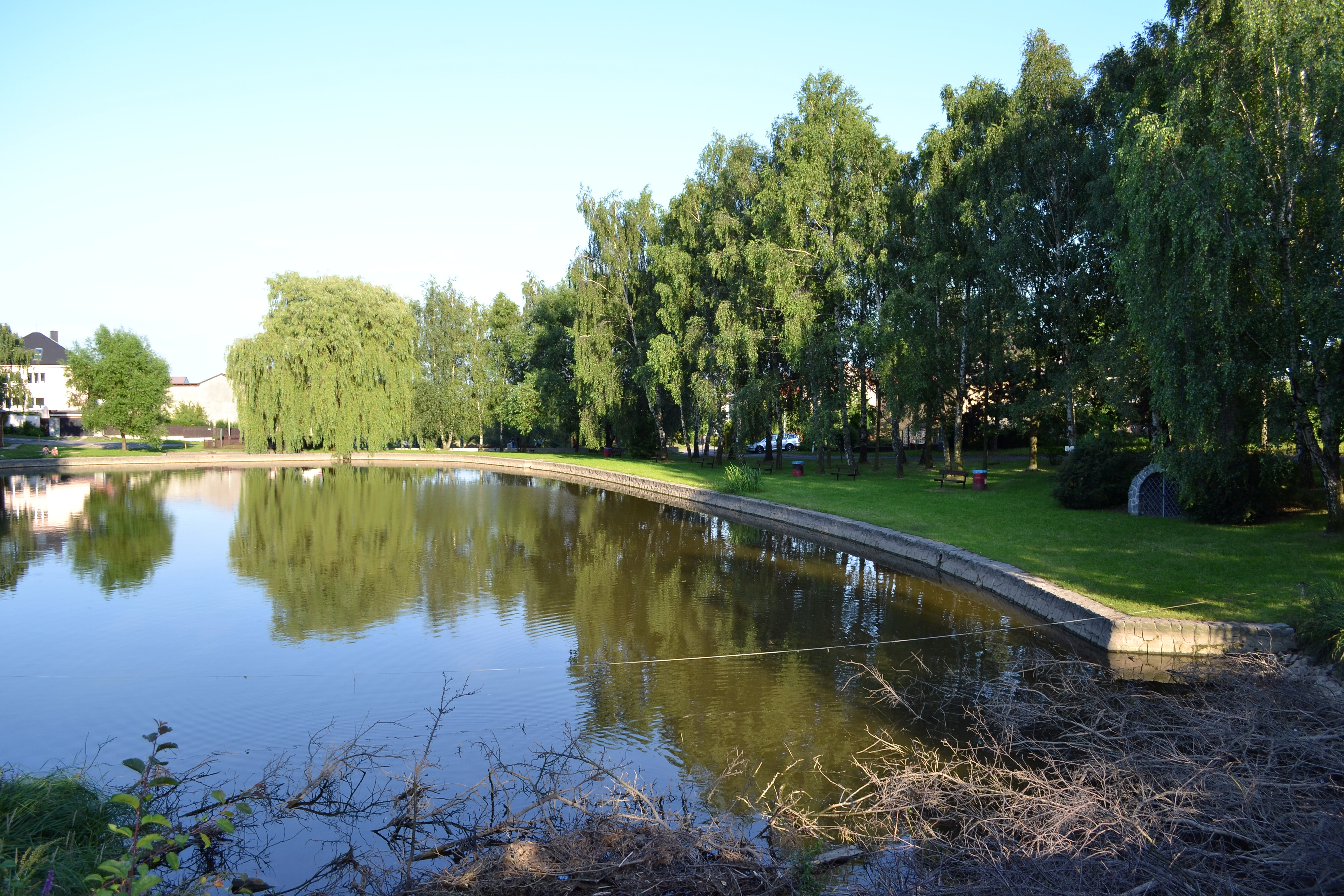
Rybník v Třebonicích